# Maria Reumert Gjerding
Maria Reumert Gjerding (født 3. august 1978 i København) er en dansk tidligere politiker for Enhedslisten, som hun repræsenterede i Folketinget fra 2015 til 2018, og nuværende præsident for Danmarks Naturfredningsforening.

## Uddannelse og tidlig karriere
Gjerding er uddannet cand.scient. i miljøplanlægning og internationale udviklingsstudier fra RUC. Efter afsluttet uddannelse arbejdede hun som konsulent og projektleder i det private erhvervsliv. Hun engagerede sig i studietiden i Enhedslisten og arbejdede fra 2008 til 2015 som miljøpolitisk rådgiver for partiets folketingsgruppe.

## Folketingsmedlem
Hun blev første gang opstillet til Folketinget for Enhedslisten i 2011, og valgt i 2015. I Folketinget arbejdede Gjerding primært med de grønne områder og var sit partis miljøordfører, klimaordfører, ordfører for grøn omstilling, landbrugsordfører og dyrevelfærdsordfører; hun var endvidere familieordfører.

## Danmarks Naturfredningsforening
Den 7. april 2018 blev hun valgt som ny præsident for Danmarks Naturfredningsforening.